# Victor Bratin
Victor Hugo Bratin (Buenos Aires, Argentina, 1 de enero de 1977) es un futbolista argentino que jugó como defensor.

## Trayectoria

### Como jugador
Bratin realizó todas las inferiores infantiles en el club Deportivo Español, donde llegó a debutar el 17 de julio de 1994 frente a Gimnasia y Esgrima La Plata en la cancha de Atlanta y en ese partido pudo jugar los últimos 20 minutos del segundo tiempo. En los siguientes años actuó en Chacarita Juniors, Panathinaikos Fútbol Club como su única experiencia en el exterior, luego volvió al país para jugar en Nueva Chicago, Deportivo Riestra y Sportivo Barracas. Luego de su retirada deportiva, realizó la carrera de Licenciatura en Bioimagenes y en su actualidad se desempeña como técnico radiólogo en instituciones de salud y también abocado a la docencia de cursos sobre esta carrera.

### Como asistente técnico
Luego de retirarse, comenzó su etapa como asistente técnico. Su primer trabajo fue en Club Social y Deportivo Liniers bajo la dirección técnica de Damian Troncoso, mientras que actualmente se sumó al cuerpo técnico de Nicolas Martinez en el Club Atlético Lugano. 

## Clubes

### Como jugador
| Club              | País      | Año       |
| ----------------- | --------- | --------- |
| Deportivo Español | Argentina | 1989-1994 |
| Chacarita Juniors | Argentina | 1995      |
| Nueva Chicago     | Argentina | 1996      |
| Panathinaikos     | Grecia    | 1998      |
| Sportivo Barracas | Argentina | 1999-2000 |
| Deportivo Riestra | Argentina | 2000-2001 |

### Como asistente técnico
| Club    | País      | Año       |
| ------- | --------- | --------- |
| Liniers | Argentina | 2019-2020 |
| Lugano  | Argentina | 2023      |